# 顯德毀佛
顯德毀佛，即後周世宗滅佛。自後周顯德二年（公元955年）起，後周世宗開始排斥佛教的一系列政策。後人將它與北魏太武帝滅佛、北周武帝滅佛、唐武宗滅佛並稱為「三武一宗」。是五代唯一一次排斥佛法。

## 背景
後周世宗對佛教有所研究，認為佛教有助世勸善之功，但反對當時僧侶的敗壞風氣。当时天下大乱，青壮年为了逃避徭役和兵役，加上土地兼并严重，很多人无田可耕，纷纷抛家弃口出家为僧，使国家缺少大量的兵源和劳动力，给国家造成了巨大负担，社会生产力极其低下，甚至出现百人都无法供养一个士兵的情况。因此为了恢复生产，郭荣下令，全国禁佛。

## 作法
凡是有老小需要照顾的僧人或者私自剃度的僧人全部还俗回家，全国很多佛寺在此之后空无一人，国家当时就废止了这些佛寺。只留下前朝帝王有賜與敕額的重點佛寺，其餘寺院一律毀去，又對僧侶條件嚴格限制，必須要會背誦一定卷數以上的佛經並取得尊長同意，才能出家，否則犯罪。且禁止一切當年佛教徒「自殘」（斬斷手腳、以熱油燙臉等）明志的風氣，最後，廢去佛寺30336所，還俗61200僧。全國寺院僅餘兩千所。
因为国家连年打仗，经济急需要恢复，当时却缺少流通的货币。自乱世纷争以来，當时有檀越銷融銅錢以鑄佛的風氣，周世宗反其道而行，即下令毀滅天下銅製佛像，要銷毀佛像以鑄造銅錢。世宗限定民眾於五十日內繳納，官府收購。只要家藏五斤以上的銅佛而不繳納，則判死刑。一時天下佛像幾滅。官員議論紛紛，周世宗卻說：“卿輩勿以毀佛為疑。夫佛，以善道化人，苟志於善，斯奉佛矣。彼銅像豈所謂佛耶？且吾聞佛在利人，雖頭、目猶舍以布施。若朕身可以濟民，亦非所惜也。”